# Dean Cundey
Dean Cundey est un directeur de la photographie américain, né le 12 mars 1946 à Alhambra (Californie).

## Biographie
Il est membre de l'American Society of Cinematographers.
Il a été directeur photo pour de grands réalisateurs : John Carpenter, Steven Spielberg, Robert Zemeckis, Ron Howard…
Il a par ailleurs réalisé un seul film : Chérie, nous avons été rétrécis.

## Filmographie

### Cinéma

#### Longs métrages
- 1973 : L'Homme sans merci (en) (The No Mercy Man) de Daniel Vance
- 1973 : Brother on the Run d'Edward J. Lakso et Herbert L. Strock
- 1974 : Where the Red Fern Grows (en) de Norman Tokar
- 1974 : So Evil, My Sister de Reginald Le Borg
- 1975 : That Girl from Boston de Matt Cimber
- 1976 : The Witch Who Came from the Sea (en) de Matt Cimber
- 1976 : Black Shampoo (en) de Greydon Clark
- 1976 : Ilsa, gardienne du harem (Ilsa, Harem Keeper of the Oil Sheiks) de Don Edmonds
- 1976 : Creature from Black Lake (en) de Joy N. Houck Jr.
- 1976 : L'Homme coriace (The Human Tornado) de Cliff Roquemore (non crédité)
- 1977 : Satan's Cheerleaders (en) de Greydon Clark
- 1977 : Le Maniaque (Bare Knuckles) de Don Edmonds
- 1977 : The Charge of the Model Ts de  Jim McCullough Sr.
- 1978 : Riders (Hi-Riders) de Greydon Clark
- 1978 : Goodbye, Franklin High de Mike MacFarland
- 1978 : Hanging on a Star de Mike MacFarland
- 1978 : La Nuit des masques (Halloween) de John Carpenter
- 1979 : Brigade des anges (Angels' Brigade) de Greydon Clark
- 1979 : Rock 'n' Roll High School d'Allan Arkush et Joe Dante
- 1979 : Les Challengers de Mark L. Lester
- 1980 : Fog (The Fog) de John Carpenter
- 1980 : Galaxina de William Sachs
- 1980 : Terreur extraterrestre (Without Warning) de Greydon Clark
- 1981 : New York 1997 (Escape from New York) de John Carpenter
- 1981 : Separate Ways de Howard Avedis
- 1981 : Jaws of Satan de Bob Claver
- 1981 : Halloween 2 de Rick Rosenthal
- 1982 : The Thing de John Carpenter
- 1982 : Halloween 3 : Le Sang du sorcier (Halloween III: Season of the Witch) de Tommy Lee Wallace
- 1983 : Psychose 2 (Psycho II) de Richard Franklin
- 1983 : D.C. Cab de Joel Schumacher
- 1984 : À la poursuite du diamant vert (Romancing the Stone) de Robert Zemeckis
- 1985 : Retour vers le futur (Back to the Future) de Robert Zemeckis
- 1985 : Contact mortel (Warning Sign) de Hal Barwood
- 1986 : Les Aventures de Jack Burton dans les griffes du Mandarin (Big Trouble in Little China) de John Carpenter
- 1987 : Project X de Jonathan Kaplan
- 1988 : Quand les jumelles s'emmêlent (Big Business) de Jim Abrahams
- 1988 : Qui veut la peau de Roger Rabbit (Who Framed Roger Rabbit) de Robert Zemeckis
- 1989 : Road House de Rowdy Herrington
- 1989 : Retour vers le futur 2 (Back to the Future Part II) de Robert Zemeckis
- 1990 : Retour vers le futur 3 (Back to the Future Part III) de Robert Zemeckis
- 1991 : Tribunal fantôme (Nothing But Trouble) de Dan Aykroyd
- 1991 : Michael & Mickey de Jerry Rees
- 1991 : Hook ou la Revanche du capitaine Crochet (Hook) de Steven Spielberg
- 1992 : La mort vous va si bien (Death Becomes Her) de Robert Zemeckis
- 1993 : Jurassic Park de Steven Spielberg
- 1994 : La Famille Pierrafeu (The Flintstones) de Brian Levant
- 1995 : Casper de Brad Silberling
- 1995 : Apollo 13 de Ron Howard
- 1997 : Flubber de Les Mayfield
- 1998 : Drôles de Papous (Krippendorf's Tribe), de Todd Holland
- 1998 : À nous quatre (The Parent Trap) de Nancy Meyers
- 2000 : Ce que veulent les femmes (What Women Want) de Nancy Meyers
- 2001 : The Face: Jesus in Art (vidéo) de Craig MacGowan
- 2003 : Les Looney Tunes passent à l'action (Looney Tunes: Back in Action) de Joe Dante
- 2004 : Garfield, le film (Garfield) de Peter Hewitt
- 2006 : Amours longue distance (The Holiday) de Nancy Meyers
- 2007 : Whisper de Stewart Hendler
- 2009 : Shannon's Rainbow de Frank E. Johnson
- 2010 : Kung Fu Nanny (The Spy Next Door) de Brian Levant
- 2011 : Jack et Julie (Jack and Jill) de Dennis Dugan
- 2013 : Crazy Kind of Love de Sarah Siegel-Magness
- 2013 : Walking with the Enemy de Mark Schmidt
- 2014 : Sophia Grace & Rosie's Royal Adventure de Brian Levant
- 2014 : Freedom de Peter Cousens
- 2015 : The Girl in the Photographs de Nick Simon
- 2015 : Diablo de Lawrence Roeck
- 2017 : Slamma Jamma de Timothy A. Chey
- 2017 : Un cœur à prendre (Home Again) de Hallie Meyers-Shyer

#### Courts métrages
- 1999 : Battlestar Galactica: The Second Coming de Richard Hatch et Jay Woelfel
- 2008 : The Killers: Human de Daniel Drysdale
- 2011 : Back for the Future de Frank Marshall
- 2011 : To Beauty de Jess Zakira Wise
- 2012 : Ten Men on the Field de Scott Essman et Siera Shrout
- 2015 : Control Your State de Nate Hochstetler
- 2015 : Back to the Future: Doc Brown Saves the World de Robert Zemeckis
- 2016 : Bad Timing de Taylor Hatch
- 2016 : Stripped d'India Dupré
- 2017 : Weddings Inc. de Kalee StClair

### Télévision

#### Séries télévisées
- 1983-1984 : Bizarre, bizarre (Tales of the Unexpected) (épisodes "The Turn of the Tide" et "Bird of Prey")
- 1989 : Les Contes de la crypte (Tales from the Crypt) (épisode "And All Through the House")
- 2001 : Religion & Ethics Newsweekly (épisode "The Face: Jesus in Art")
- 2005 : À la Maison-Blanche (The West Wing) (épisodes "Freedonia et "Opposition Research")
- 2014 : Clinton Anderson's Outback Adventure

#### Téléfilms
- 1983 : The Invisible Woman d'Alan J. Levi
- 1983 : Le Combat de Candy Lightner (M.A.D.D.: Mothers Against Drunk Drivers) de William A. Graham
- 1984 : Les Amazones (en) (Amazons) de Paul Michael Glaser
- 1984 : Invitation pour l'enfer (Invitation to Hell) de Wes Craven
- 1984 : It Came Upon the Midnight Clear de Peter H. Hunt
- 1999 : Partners de Brett Ratner